# Туран

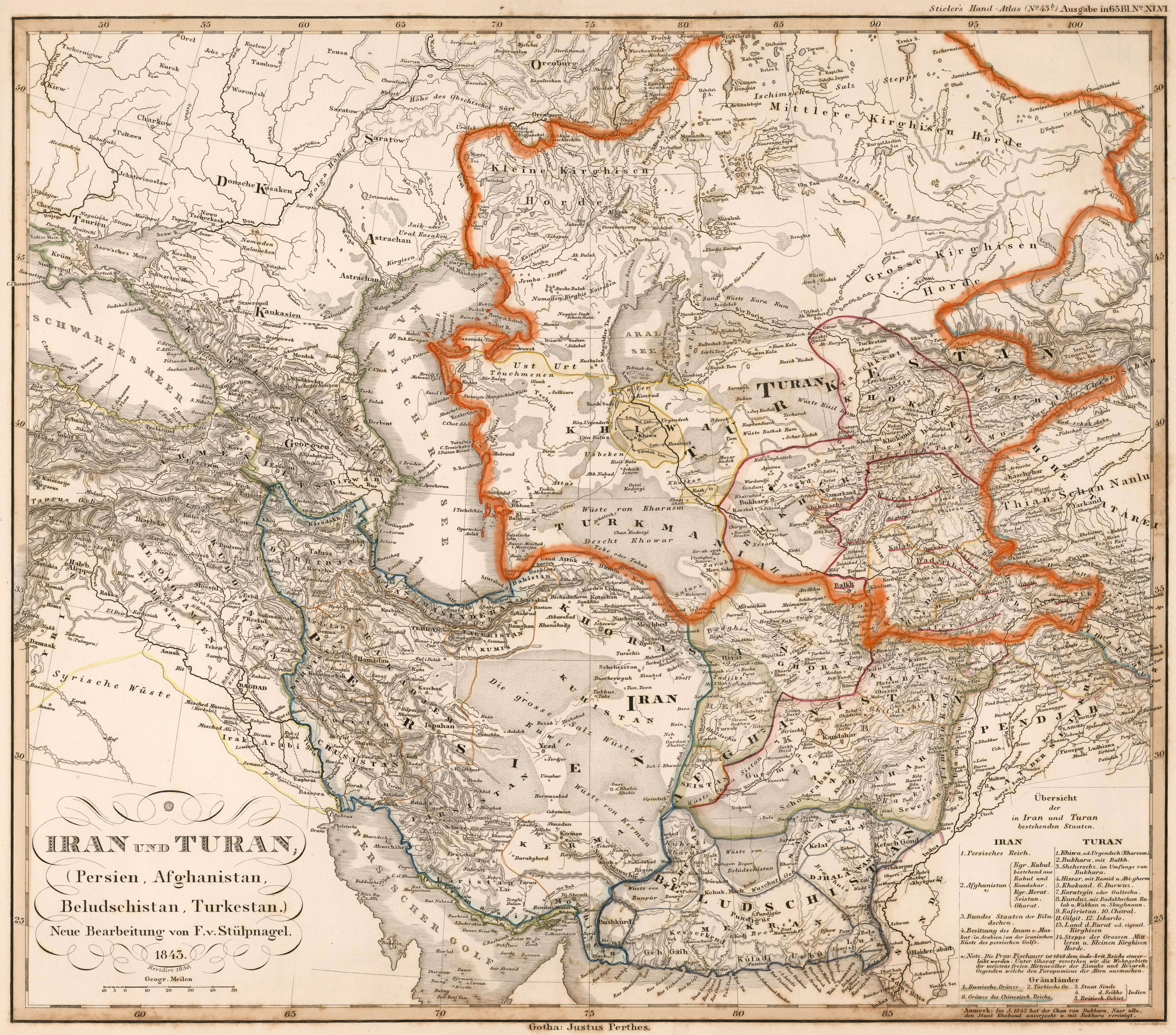
Німецька карта Ірану та Турану, 1850 рік

Тура́н  (авест. Tūiriiānəm, пехл. Tūrān) — давня перська назва Середньої Азії. Іранський термін для позначення краю на північний схід від Ірану.

## Назва
- Туйріанем (авест. Tūiriiānəm)
- Туран (пехл. Tūrān; перс. توران, трансліт. Turân, МФА: [tʰuːˈɾɒːn], «Турія, Турщина, країна Тура») — назва, що походить від імені давньоперського легендарного героя Тура. Іранський термін для позначення краю на північний схід від Ірану[1]. Зустрічається не раніше середньоперського періоду[1]. Суфікс -ан використовується в патроніміці й топоніміці, зокрема назвах країн[1].

## Географія
Розташовувся на схід від річки Амудар'ї (територія сучасного Узбекистану і південної частини Казахстану). 
Тут розташована Туранська низовина (рівнина), яка включає плато Устюрт з окремими острівними горами, що чергуються з низовинами, окремі з яких лежать нижче від рівня моря. Поширені безстічні улоговини, сухі річища, є солоні озера, її перетинають річки Амудар'я і Сирдар'я. 
Більша частина зайнята пустелями Каракуми і Кизилкум. 
До Туранської низовини входить Мангишлацький нафтогазоносний комплекс. 

## Історія
Про Туран знаходимо згадки у творах Фірдоусі.

## Цікаві факти
- Від назви Турану походить назва опери Пучіні «Турандот» (від перс. توراندخت, Turandokht, «Туранівна»).

### Монографії. Статті
- Allworth, Edward A. Central Asia: A Historical Overview. Duke University Press, 1994.
- Biscione, R. Centre and Periphery in Late Protohistoric Turan: the Settlement Pattern // Härtel, H. (ed.). South Asian Archaeology 1979 : Papers from the fifth International Conference of the Association of South Asian Archaeologists. Berlin: D. Reimer, 1981.

### Довідники
- Tūrān // Encyclopaedia of Islam, First Edition. 1913-1936.